# Tina Bauer-Pezellen
Tina Bauer-Pezellen (* 9. Januar 1897 in Cattaro, Dalmatien; † 11. August 1979 in Weimar) war eine österreichisch-deutsche Malerin und Grafikerin.

## Leben
Tina Pezellen wurde im österreich-ungarischen Cattaro als Tochter unter dem Namen Klementine Rosa Agnes Pezellen des österreichischen Offiziers und aus Saaz stammenden Clemens R. F. Pezellen (Pezeli) und der Pragerin  Maria Rychly geboren. Sie wuchs in einer musisch interessierten Familie im böhmischen Neuhaus auf. Nach dem Abitur 1916 studierte sie von 1917 bis 1924 an Akademien und Kunstgewerbeschulen, zunächst in Wien 1917/1918 an der Graphischen Lehr- und Versuchsanstalt und 1921/1922 an der Kunstgewerbeschule.
In Wien war sie stark beeindruckt durch das Frühwerk von Oskar Kokoschka und die Zeichnungen Egon Schieles. Es folgte thematisch die sozialkritische Hinwendung zu den Menschen der Armenviertel, im Besonderen zu Kindern in Hinterhöfen und Waisenhäusern. Erste Erfolge hatte sie in den 1920er- und beginnenden 1930er-Jahren als Angehörige der Künstlergeneration des sogenannten Expressiven Realismus, zur Neuen Sachlichkeit und zum Verismus. Ihre Menschenbilder standen in der Tradition von Ernst Barlach, Paula Modersohn-Becker und Käthe Kollwitz. 1923/1924 setzte sie ihre Studien an der Kunstgewerbeschule München fort, darunter auch bei Richard Riemerschmid.
Neben ihrer künstlerischen Tätigkeit arbeitete sie 1925–1928 als Gebrauchs- und Werbezeichnerin in Mannheim, Aussig (Ústí nad Labem), ab 1928 freischaffend in Reichenberg (Liberec) und München. 1930–1932 studierte sie an der Akademie der Bildenden Künste München. U. a. besuchte sie dort Vorlesungen von Max Doerner. 1937 zog sie mit ihrem Mann, dem Kunstfotografen Siegbert Bauer (der 1944 im Krieg fiel), nach Weimar. 1933 wurden drei ihrer Gemälde aus der Frühjahrsausstellung der Münchener Neuen Secession als „artfremd“ entfernt. Von den Nationalsozialisten wurde ihre Kunst als „entartet“ verfemt; daraufhin lebte die Künstlerin viele Jahre zurückgezogen und widmete sich ganz ihren beiden eigenen Kindern, die sie oft porträtierte.
In den 1950er-Jahren kam sie zur Lithografie. 1952 unternahm sie Studien im VEB Rheinmetall in Sömmerda, 1958 und 1962 im Hafen von Rostock und in der Warnow-Werft. 1957–1961 reiste sie nach Südfrankreich, 1963 nach Bulgarien. In den 1960er-Jahren widmete sie sich vermehrt der Stillleben- und Landschaftsmalerei. Eine zentrale Rolle in ihrem Schaffen spielten lebenslang die Kinder. Tina Bauer-Pezellen hinterließ außer Illustrationen zu elf Kinderbüchern rund 200 Arbeiten, die sich vor allem in Museen und Sammlungen der neuen Bundesländer befinden.
1973 erhielt Bauer den Kunstpreis der Stadt Weimar; 1977 wurde sie Ehrenmitglied des Verbands Bildender Künstler der DDR.
Ihre Tochter war die Malerin und Grafikerin Annemirl Bauer (1939–1989).
Die Grabstätte von Tina Bauer-Pezellen befindet sich auf dem Friedhof in Oberweimar.

## Museen und öffentliche Sammlungen mit Werken mit Werken Tina Bauer-Pezelllens (unvollständig)
- Altenburg/Thüringen: Lindenau-Museum
- Arnstadt: Schlossmuseum Arnstadt
- Bernburg: Museum Schloss Bernburg[3]
- Eisenach: Thüringer Museum
- Erfurt: Angermuseum
- Frankfurt/Oder: Brandenburgisches Landesmuseum für moderne Kunst
- Magdeburg: Kulturhistorisches Museum Magdeburg
- Weimar: Stadtmuseum

## Werke (Auswahl)

### Tafelbilder
- Der Gast (vor 1953, Öl und Tempera)[4][5]

- Proklamation der Bodenreform vor Landarbeitern (1952/1953, Öl)[6][5]

- Wintersport am Dorfteich (1972, Mischtechnik; auf der VIII. Kunstausstellung der DDR)[7]

- Rummelplatz (1974, Mischtechnik; auf der VIII. Kunstausstellung der DDR)[8]

### Zeichnungen und Druckgrafik
- Heuernte (Lithografie, 1958, 61 × 43,2 cm)[9]

## Ausstellungen (unvollständig)

### Einzelausstellungen
- 1962; Gotha, Schlossmuseum Friedenstein („Grafik, Malerei. Unsere Kinder. Landschaften aus der Provence und dem Mittelmeer“)
- 1965/1966: Arnstadt, Schlossmuseum
- 1977: Weimar, Galerie im Schloss
- 1978/1979: Sonneberg, Kleine Galerie im Spielzeugmuseum

#### Postum
- 1982: Erfurt Galerie des Staatlichen Kunsthandels („Frühe Handzeichnungen und Aquarelle 1922 – 1933“)

- 1988: Erfurt, Galerie am Fischmarkt

- 2007: Jindřichův Hradec,  kaple sv. vita

### Ausstellungsbeteiligungen
- 1947: Erfurt, 1. Landesausstellung Bildender Künstler Thüringens[10]
- 1948: Weimar, Schloss („Künstler schaffen. 1945–1948“)

- 1949, 1958, 1962/1963, 1967/1968, 1972/1973 und 1977/1978: Dresden, 2., Vierte, Fünfte und Sechste Deutsche Kunstausstellungen und VII. und VIII. Kunstausstellungen der DDR

- 1974, 1979 und 1984: Erfurt, Bezirkskunstausstellungen

- 1975: Berlin („Frau und Gesellschaft“)

- 1976: Karl-Marx-Stadt, Städtische Museen („Jugend und Jugendobjekte im Sozialismus“)

- 1977: Leipzig, Messehaus am Markt („Kunst und Sport“)

- 1979: Berlin, Altes Museum („Weggefährden – Zeitgenossen“)

- 1979: Berlin, Altes Museum („Jugend in der Kunst“)

#### Postum
- 1981: Dresden („25 Jahre NVA“)

- 1985: Erfurt, Gelände der Internationalen Gartenbauausstellung („Künstler im Bündnis“)
- 2015: Bietigheim-Bissingen, Städtische Galerie („Malerinnen und Grafikerinnen der Neuen Sachlichkeit“)